# Taïwan sous la tutelle des Qing
 (février 2019).
Si vous disposez d'ouvrages ou d'articles de référence ou si vous connaissez des sites web de qualité traitant du thème abordé ici, merci de compléter l'article en donnant les références utiles à sa vérifiabilité et en les liant à la section « Notes et références ».
1683–1895
Entités précédentes :
- Royaume de Tungning (1662－1683)
- Formose espagnole (1626 – 1642)
- Formose néerlandaise (1624 – 1662)

Entités suivantes :
- Empire du Japon (1895 - 1945)
- République de Formose (1895)

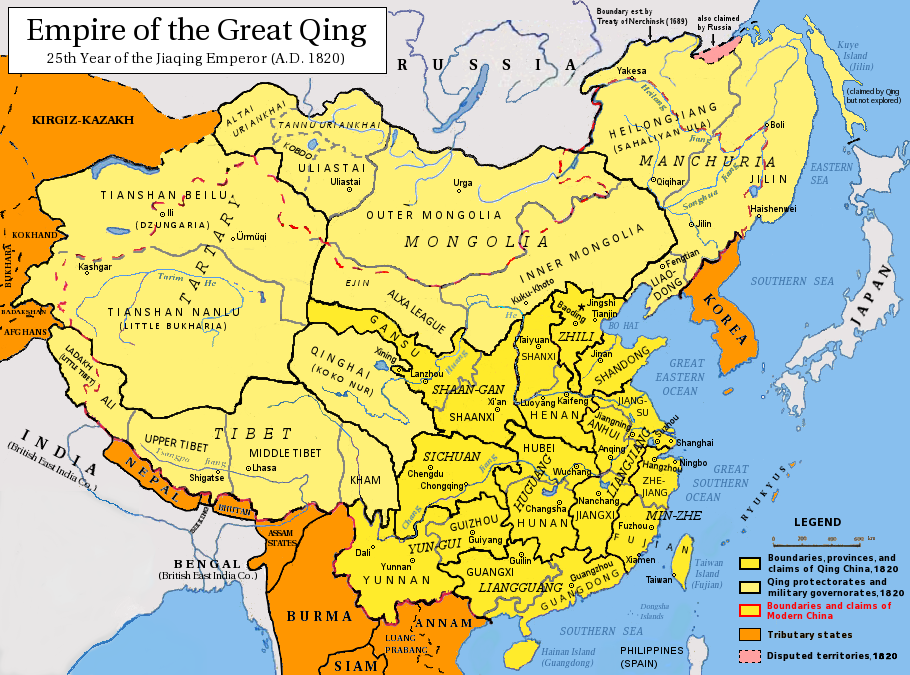
Carte de la Chine de la dynastie mandchoue des Qing en 1820

La tutelle des Qing sur Taïwan commence avec la conquête de l'île en 1683 et se termine en 1895, lorsque celle-ci est cédée à l'empire du Japon.
Après la défaite de l'état fondé par Koxinga sur l'île de Taïwan, de nombreux conseillers de l'empereur Kangxi étaient favorables à une politique passive par rapport à Taïwan. L'île avait acquis la réputation d'être un refuge pour les pirates et les fugitifs. De nombreux mandarins de la cour Qing pensaient qu'il serait difficile de garantir une administration stable sans qu'elle devienne un fardeau économique pour l'empire.

## Histoire

### Conquête des territoires aux mains des Ming
In 1683, Zheng Keshuang, troisième dirigeant du Royaume de Tungning et petit-fils de Koxinga, se rend aux Qing, suivant une bataille navale avec l'amiral Shi Lang.
Shi Lang, étant déjà familier avec l'île, a convaincu l'empereur Kangxi d'annexer l'île à l'empire Qing. Shi Lang a notamment fait valoir que Taïwan constituait une défense naturelle des provinces du sud de la Chine et qu’il risquait en outre de tomber entre les mains des Européens, ce qui aurait pu être préjudiciable à la dynastie. L’influence de Shi Lang a amené la cour Qing à désigner l’île de Taïwan comme préfecture de la province du Fujian, dont elle ferait partie pour les deux cents prochaines années.

### Pendant la période de domination
Bien que Taïwan soit dominée officiellement par la cour impériale de Chine, le gouvernement craignait qu'elle ne redevienne un foyer de rébellion. Une politique de restriction migratoire tenta de mitiger l'émigration vers l'île, allant même jusqu'à forcer des milliers d'immigrants continentaux à retourner sur le continent. Ceux-là mêmes déjà établis se virent interdire l'accès aux zones montagneuses peuplées par les aborigènes, dans le but de maintenir la population appartenant aux ethnies chinoises à la fois petite et contrôlable et d'éviter les conflits.
La politique d'isolement de l'île perdurera tout au long du XVIIIe siècle. Malgré l'interdiction des mariages mixtes entre Chinois et aborigènes, la population chinoise ne cessera de croître et de se mêler aux aborigènes, lesquels devinrent une minorité démographique. Cette croissance de la population chinoise est due en grande partie à l'émigration illégale, mais également au fait que les restrictions se sont assouplies au fil du temps vu la gestion relativement distante du gouvernement Qing.
L'augmentation de la population et de la surface cultivée fut à l'origine de réformes administratives entraînant une augmentation du nombre de districts sur l'île. Jusqu'en 1875, l'île entière formait une préfecture. Cette année-là, la partie nord de l'île est séparée et forme la nouvelle préfecture de Taipeh (en) (chinois traditionnel: 臺北府) alors que le reste de l'île demeure dans la préfecture du Fujian.
Les affrontements commerciaux et militaires avec les puissances européennes lors des guerres de l'opium ont conduit à l'ouverture de plusieurs ports taïwanais au commerce international. En outre, le Japon de l'ère Meiji augmentait graduellement son influence dans la région. La possibilité de perdre le contrôle de l'île a alarmé les autorités Qing, qui ont décidé de renforcer le contrôle chinois sur l'île. Le statut de province indépendante fut donné à Taïwan en 1887,. Au cours des dernières années de la domination chinoise, de modestes tentatives de modernisation eurent lieu par des  travaux publics, tels que la construction d'un premier chemin de fer. Les investissements insuffisants firent en sorte que ce même tronçon Keelung-Taïpei était déjà en piètre état à l'arrivée des Japonais.  En 1894, la capitale fut déplacée de Tainan à Taipei, déplaçant le centre administratif de l'île au nord.

### Guerre franco-chinoise

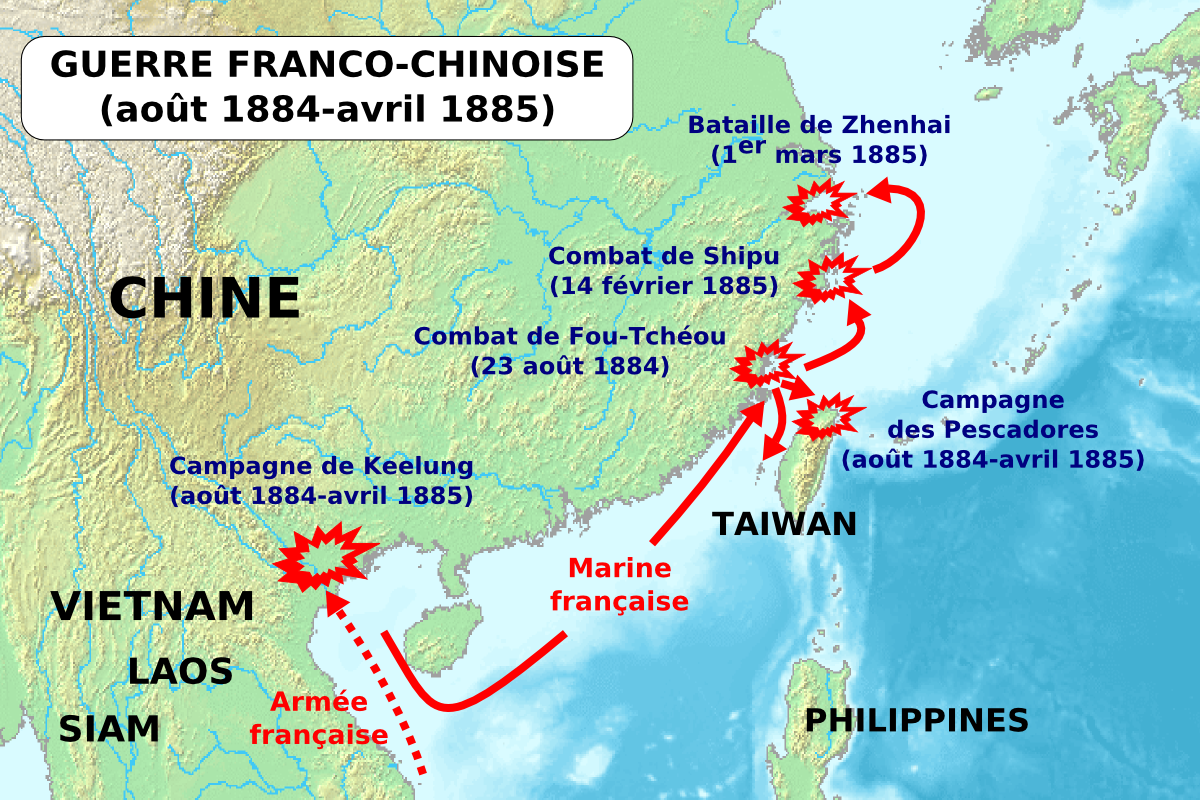
Dernière partie de la guerre franco-chinoise

La guerre franco-chinoise dure de septembre 1881 à juin 1885. La Chine de la dynastie Qing est associée à la dynastie Nguyễn du Royaume d'Annam, qui devient le protectorat français d'Annam en 1883.

### Colonisation japonaise
À la fin de la guerre sino-japonaise (1894-1895), le 18 avril 1895, est signé le traité de Shimonoseki par lequel Taïwan est cédée à l'empire du Japon. La perte de Taiwan constituerait pour de nombreux nationalistes chinois une autre critique de la dynastie Qing, laquelle était de plus en plus affaiblie car incapable de moderniser sa gouvernance. L'île de Taïwan restera possession japonaise jusqu'à la défaite du Japon, face aux États-Unis, à la fin de la Seconde Guerre mondiale, en 1945. Ces derniers rendent alors Taïwan à la République de Chine, laquelle fut considérée comme État successeur de la Chine sous les Qing.